# Buck Danny contre Lady X
Buck Danny contre Lady X est la dix-septième histoire de la série Les Aventures de Buck Danny de Jean-Michel Charlier et Victor Hubinon. Elle est publiée pour la première fois dans le journal Spirou du no 931 au no 954. Puis est publiée sous forme d'album en 1958.

## Résumé
Afin de protéger une base secrète (située en Alaska) où sont testés des missiles intercontinentaux, le squadron de chasseurs du porte-avions USS Valley Forge est déployé à terre (voir Menace au Nord).

Depuis 3 semaines c'est le calme sur la base sans irruption des espions volants de Lady X.

Ayant perdu leurs appareils respectifs au cours d'une patrouille, Buck Danny, Tumbler et Tuckson doivent se rendre à la base de Fairbanks pour y réceptionner et s'entrainer sur de nouveaux appareils, des « Super Sabre ». À leur arrivée en ville, ils sont reconnus par des hommes de Lady X qui, prévenue, décide de diriger l'affaire. Un piège est tendu à Buck qui est fait prisonnier et conduit dans une zone industrielle abandonnée. 
Le but de Lady X est - en échange d'une très importante somme d'argent - d'obtenir de sa part les plans de la base, ce que Buck refuse. Il arrache son masque qui dévoile le visage de Jane Hamilton, une des aviatrices les plus célèbres convertie dans l'espionnage.
Maintenu au secret, Buck parvient néanmoins à envoyer un message vers l'extérieur avec un ballon à air chaud. Pour le délivrer, une opération héliportée est décidée. Les gangsters abandonnent les lieux en flammes mais Lady X décide alors d'une nouvelle action. Ses avions, non immatriculés, font une attaque de diversion à l'écart de la base américaine « Target Zero », entraînant l'escadrille de Buck à leur poursuite.
Aux commandes d'un Hawker Hunter volant en solo, Lady X a alors les mains libres pour effectuer les photos aériennes de ladite base. Mais ayant prévu la manœuvre Buck, Sonny et Tumbler à bord de leurs nouveaux chasseurs arraisonnent Lady X qui déclare être à court de carburant. Elle pose son appareil sur sa base secrète, fait le plein puis redécolle pour fuir en laissant en piègeant dans une explosion sa propre équipe. Effectuant des coups de semonce, Buck et ses coéquipiers créent finalement un mur d'eau contre lequel Lady X se crashe dans la mer glacée.

## Personnages
Par ordre d'apparition :
- Buck Danny
- Jerry Tumbler
- Sonny Tuckson
- Lady X

## Avions
- Grumman F9F-5 Panther
- Sikorsky H-19 Chickasaw
- North American F-100A-20-NA Super Sabre : ils sont identifiés par leur "buzz-number" FW-701, FW-703 et FW-706.
Le numéro de série du 706 est clairement visible sur les planches LX07-08-33, no 53-1706, et correspond à un "serial" authentique[1] d'un Super-Sabre du 436th Fighter Day Squadron. Le sérial complet du FW-703 est visible à la planche LX.8, vignette B1 : 53-703 ; également authentique pour un F-100 (MSN 192-198). En revanche celui du FW-701 (25-701) visible aux planches LX35-36 est fantaisiste puisqu'il correspond à un contrat de 1952, annulé, pour des F-86 Sabre.
Pour se replacer dans un contexte historique, on pourrait considérer que ces 3 F-100A ont été détachés du 434th Fighter Day Squadron de Georges AFB (CA) qui était la première unité opérationnelle de F-100 Super Sabre en 1954[2].
- North American Mustang III (P-51B/C avec un « Malcolm hood »)
- Republic RF-84F Thunderflash
- Sikorsky H-5 ; Version USAF du S-51. L'appellation de Dragonfly est celle de la version construite sous licence par Westland.
- Hawker Hunter
- Gloster Meteor

## Historique
Personnage mystérieux dans l'album précédent, Lady X apparait physiquement sous les traits d'une grande blonde, alors que son modèle réel l'aviatrice nazie Hanna Reitsch était petite et brune. Pour créer ce personnage, les auteurs ont imaginé une Hanna Reitsch qui, après la guerre, aurait basculé dans la clandestinité et le crime organisé international, plutôt que de reprendre des activités reconnues de pilote d'essai.